# راهید امیرقلی‌اف
راهید امیرقلی‌اف (ترکی آذربایجانی: Rahid Əmirquliyev؛ زادهٔ ۱ سپتامبر ۱۹۸۹) بازیکن فوتبال اهل جمهوری آذربایجان است.
از باشگاه‌هایی که در آن بازی کرده‌است می‌توان به باشگاه فوتبال قره‌باغ، باشگاه فوتبال خزر لنکران، و باشگاه فوتبال شاه‌داغ قوسار اشاره کرد.
وی همچنین در تیم‌های ملی فوتبال Azerbaijan national under-17 football team, Azerbaijan national under-19 football team، زیر ۲۱ سال جمهوری آذربایجان، و جمهوری آذربایجان بازی کرده‌است.